# Joanna Łępicka
Joanna Łępicka – polska poetka.
Autorka książki poetyckiej Zeszyt ćwiczeń (Biuro Literackie, 2023), za który otrzymała nominację do Nagrody Literackiej Gdynia 2024 w kategorii poezja, Nagrodę Literacką Prezydenta Miasta Białegostoku im. Wiesława Kazaneckiego 2024 w kategorii debiut oraz III nagrodę w XX Ogólnopolskim Konkursie Literackim im. Artura Fryza na najlepszy poetycki debiut książkowy 2023 roku.